# Torben Østergaard-Nielsen
Torben Østergaard-Nielsen (født 21. juni 1954 i Voldby ved Middelfart) er en dansk forretningsmand og mangemilliardær, der grundlagde Dan-Bunkering i 1981, som i dag er et af verdens største, når det kommer til handel med brændstof til skibe. Han er Danmarks sjetterigeste mand med en formue, som Økonomisk Ugebrev har vurderet til 41,89 milliarder kroner i 2023. Han har primært tjent sin formue på bunkerolie – også kendt som brændstof til skibe – i virksomheden United Shipping & Trading Company (USTC).
Han har siden 2021 sammen med sine døtre været hovedaktionær i selskabet Nordic Waste, der arbejder med at rense forurenet jord for at kunne genbruge det. Den 19. januar 2024 indgav selskabet konkursbegæring, efter Miljøstyrelsen havde givet selskabet et påbud om at stille med en garanti på 205 millioner kr. for oprydning og oprensning af et stort jordskred på deres grund, der startede i december 2023. Det er ikke første gang, Torben Østergaard-Nielsen er genstand for alvorlig kritik. I 2021 blev Torben Østergaards selskaber Dan-Bunkering og Bunker Holding dømt for at overtræde EU's sanktioner ved at levere jetbrændstof til brug i Syrien.

## Baggrund

### Familie
Østergaard-Nielsen har to døtre, Nina Østergaard Borris og Mia Østergaard Rechnitzer som begge har bestyrelsesposter i flere af koncernens selskaber. Nina Østergaard Borris blev i januar 2020 udnævnt til driftsdirektør (Chief Operation Officer) i United Shipping & Trading Company (USTC). De to døtre fik hver en tredjedel ejerskab i Selfinvest i juni 2020, men Østergaard-Nielsen har de bestemmende A-aktier.
I juni 2022 tog familien Østergaard næste skridt i generationsskiftet. Nina Østergaard Borris er indtrådt som CEO i USTC, mens Torben Østergaard-Nielsen er trådt et skridt op som arbejdende bestyrelsesformand. Mia Østergaard Rechnitzer er samtidig trådt ind i direktionen som Chief Governance Officer.

### Formue
Østergaard-Nielsens formue blev af Berlingske i 2020 opgjort til 22 milliarder kr., og i 2022 til 24. mia. kr. Det placerede ham begge år som den sjetterigeste person i Danmark på Berlingskes liste, en placering, han også fik på Økonomisk Ugebrevs liste over 100 rigeste danskere i 2021, hvor formuen blev opgjort til 22,9 milliarder kr.
I 2022/23 oplevede Selfinvest (som ejes af Østergaard-familien og dennes driftsselskab USTC), rekordregnskab med godt en fordobling af resultatet før skat til 2,9 mia. kr., mens omsætningen rundede 150 mia. kr.  
I november 2022 modtog Torben Østergaard-Nielsen Årets Hæderpris i CXO magasinet – uddelt af PwC.

### Bilsamler
Østergaard-Nielsen handler også med og udlejer luksusbiler gennem firmaet Selected Car Group. Bilaktiviteterne i Selected Car Group rummer Selected Car Collection, der består af en af Europas fineste samlinger af luksusbiler med omkring 200 biler af især mærkerne Mercedes, Porsche og Ferrari.

## Erhvervskarriere
Østergaard-Nielsen blev født i 1954 som landmandssøn og voksede op i landsbyen Voldby på Vestfyn. Han startede som 20-årig som elev i skibsmæglerfirmaet Julius Mortensen i Fredericia. 5 år senere, i 1978, blev Østergaard-Nielsen administrerende direktør i skibsmæglerfirmaet H. Sommer i Middelfart, som Julius Mortensen havde opkøbt 4 år forinden.
I 1981 grundlagde Østergaard-Nielsen firmaet Dan-Bunkering, der sælger brændstof til rederier og i dag er et datterselskab i Bunker Holding gruppen. Østergaard-Nielsen blev senere også ejer af Julius Mortensen og samlede alle sine aktiviteter i firmaet United Shipping & Trading Company (USTC), som han blev eneejer af i 1998. USTC-gruppen ejes i dag gennem hans private investeringsfirma Selfinvest.

## Kritik

### Sag om brændstof til Syrien
Torben Østergaard-Nielsen var centrum i den såkaldte Dan Bunkering-sag, der kom frem, da DR i april 2019 på baggrund af fortrolige kilder og amerikanske retsdokumenter kunne afsløre, at virksomheden var involveret i leverancer af jetbrændstof til Syrien. Under retssagen blev der afspillet en aflyttet telefonsamtale, hvor man kunne høre Torben Østergaard-Nielsen sige, at han frygtede at tabe sagen med et brag.
I 2021 blev selskaberne Dan-Bunkering og Bunker Holding dømt for at overtræde EU's sanktioner ved at levere jetbrændstof til brug i Syrien. Selskaberne blev fundet skyldige i at have solgt 172.000 ton jetbrændstof til det russiske militær, der blev brugt til kampfly i Syrien fra 2015 til 2017. Russiske jagerfly bombede i Syrien i den periode som støtte for diktatoren Bashar al-Assad. Virksomhederne fik til sammen bøder på 34 millioner kroner, ligesom direktøren i Bunker Holding, Keld Demant, fik fire måneders betinget fængsel for at have handlet uagtsomt. "Vi skal opføre os ordentligt i alt, hvad vi gør. Jeg ser derfor med stor alvor på sagen og det faktum, at retten er kommet frem til, at EU-sanktioner er blevet overtrådt. Det er simpelthen ikke de værdier, vi står for", udtalte Torben Østergaard-Nielsen i pressemeddelelsen den 29. december 2021 i forbindelse med sagen.
Sagen har vakt stor opmærksomhed og kritik, fordi Danmark har været med til at indføre sanktionerne mod Syrien, og fordi jetbrændstoffet har bidraget til den humanitære katastrofe i landet.

### Jordskreddet ved Nordic Waste
I 2024 kom Torben Østergaard-Nielsen og virksomheden USTC i fokus på grund af ejerskabet af Nordic Waste ved Randers, som modtog kraftig kritik i landsdækkende medier i forbindelse med oplagret forurenet materiale der på grund af jordskred truer med at forurene området og manglende ansvarstagen og deltagelse i det akutte oprydningsarbejde. Den 19/01/2024 indgav Nordic Waste konkursbegæring, hvilket ifølge virksomheden stopper Nordic Wastes ansvarsforpligtelse. Konkursen blev kritiseret af både miljøminister Magnus Heunicke og erhvervsminister Morten Bødskov som at "løbe fra regningen".